# امیرالامرا (روستا)
امیرالامرا (ملایر)، روستایی از توابع بخش سامن شهرستان ملایر در استان همدان ایران است.

## جمعیت
این روستا در دهستان سامن قرار دارد و براساس سرشماری مرکز آمار ایران در سال ۱۳۹۵، جمعیت آن ۱۳۲ نفر (۵۶خانوار) بوده‌است.این روستا همچنین زادگاه خواننده پاپ و معروف کشور حسین تهی است .